# Těreškovová (kráter)

Poloha kráteru Těreškovová (v pravé části mapy rovníkové oblasti Měsíce).

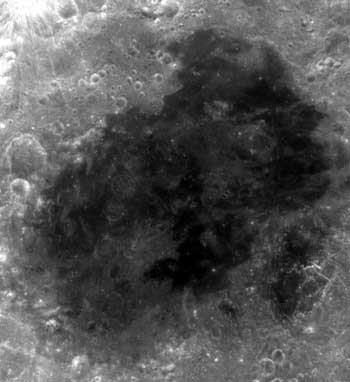
Mare Moscoviense. U levého okraje snímku přibližně uprostřed se nachází dvojice kráterů, Těreškovová je ten větší z nich.

Těreškovová je relativně malý měsíční impaktní kráter nacházející se na severní hemisféře na odvrácené straně Měsíce a tudíž není pozorovatelný přímo ze Země. Má průměr 31 km, pojmenován je podle ruské kosmonautky Valentiny Těreškovové, první ženě ve vesmíru.
Těreškovová leží na západním okraji Mare Moscoviense (Moskevské moře) jihovýchodně od kráteru Feoktistov.

## Satelitní krátery
V okolí kráteru se nachází několik dalších kráterů. Ty byly označeny podle zavedených zvyklostí jménem hlavního kráteru a velkým písmenem abecedy.
| Těreškovová | Sel. šířka | Sel. délka | Průměr |
| ----------- | ---------- | ---------- | ------ |
| U           | 28,7° S    | 142,8° V   | 23 km  |